# Xã Clearcreek, Quận Warren, Ohio
Xã Clearcreek (tiếng Anh: Clearcreek Township) là một xã thuộc quận Warren, tiểu bang Ohio, Hoa Kỳ. Năm 2010, dân số của xã này là 30.265 người.